# 裵相淵
裵 相淵（ペ・サンヨン、朝鮮語: 배상연、1889年 - 1970年5月14日）は、大韓民国の政治家。第2代韓国国会議員。

## 経歴
慶尚北道星州郡出身。外国語学校卒（または3年修了）。銀行監査役、慶北道評議員、民議員、自由党員を務めた。特に囲碁界では権威者で、韓国棋院設立会会長を務めた。